# العرب في بلغاريا
العرب في بلغاريا هم أشخاص من الدول العربية، وخاصة من لبنان، سوريا،الأراضي الفلسطينية، والعراق، الذين هاجروا من بلدانهم الأصلية ويقيمون حاليا في بلغاريا. معظم البلغار العرب من اللبنانيون أو سوري الأصل. في تاريخ 40 سنة من هذا المجتمع، 12,000 العرب هاجروا إلى بلغاريا. ووفقا لبيانات أخرى من فريقين من علماء الانثروبولوجيا وعلماء الاجتماع، فإن عدد العرب في بلغاريا المقيمين قانونيا ورسميا لها وتصاريح العمل 17000 شخص في عام 2004. تقريبا نفس العدد من العرب المقيمين في بلغاريا من دون صفة رسمية. في بلغاريا، وخاصة في العاصمة صوفيا، وهناك العديد من المدارس العربية. وهناك حاليا ثلاث مدارس: لبنانيون، وأحدث العراقي هو الفلسطيني فتح في عام 2006، حيث الأطفال من الرعايا الأجانب مع أصل عربي المسجلين للدراسة والأطفال أيضا من الزيجات المختلطة.
بالإضافة إلى ذلك، يوجد في بلغاريا أشخاص من الدول العربية، الذين يتمتعون بوضع اللاجئين (لاجئي الحرب الأهلية السورية، لكن 10% فقط منهم من العرب السوريين، و90% الآخرين منهم من كرد سوريا) أو المهاجرين غير الشرعيين الذين يحاولون الهجرة إلى أوروبا الغربية.